# 八尾市立高美南小学校
八尾市立高美南小学校（やおしりつたかみみなみしょうがっこう）は、大阪府八尾市にある公立小学校。

## 沿革
- 1975年 高美小学校、安中小学校より分離開校